# Varoš Selo
Varosh en albanais et Varoš Selo en serbe latin (en serbe cyrillique : Варош Село) est une localité du Kosovo située dans la commune/municipalité de Ferizaj/Uroševac, district de Ferizaj/Uroševac (Kosovo) ou district de Kosovo (Serbie). Selon le recensement kosovar de 2011, elle compte 2 483 habitants.

## Histoire
Sur le territoire du village se trouve un site archéologique dont les vestiges remontent à la Préhistoire ; il est proposé pour une inscription sur la liste des monuments culturels du Kosovo.

## Démographie

### Évolution historique de la population dans la localité
| 1948 | 1953  | 1961  | 1971  | 1981  | 1991  | 2011  |
| ---- | ----- | ----- | ----- | ----- | ----- | ----- |
| 922  | 1 029 | 1 257 | 1 541 | 2 035 | 2 415 | 2 483 |

|  |

### Répartition de la population par nationalités (2011)
En 2011, les Albanais représentaient 99,72 % de la population.